# Jamaica Kincaid
Jamaica Kincaid (Elaine Cynthia Potter Richardson, Saint John's 25 de maig de 1949) és una escriptora d'Antigua i Barbuda. Viu a Vermont (Estats Units).

## Biografia i carrera
Visqué amb el seu padrastre, fuster, i amb la seua mare fins al 1965, i completà l'educació secundària segons el model britànic, ja que Antigua i Barbuda fou colònia britànica fins al 1967.
Se n'anà a Nova York amb 17 anys, on treballà primer com cuidadora de xiquets als Estats Units i després per a la revista Forbes. Més tard estudia fotografia en la New School for Social Research, assisteix al Franconia College a Nou Hampshire i treballa per a The New Yorker durant 20 anys.
El 1973 canvià el seu nom original, Elaine Potter Richardson, pel de Jamaica Kincaid, quan va aparéixer la seva primera publicació, arran del fet que la seva família desaprovava que es dediqués a ser escriptora.
El seu germà Devon va morir el 1996 a causa de la sida, quan tenia 33 anys; aquesta experiència va servir-li d'inspiració posteriorment per escriure El meu germà.
Ha publicat diverses novel·les i narracions curtes, treballa de professora visitant i ensenya literatura creativa a la Universitat Harvard.
Té dos fills del seu exmarit Allen Shawn, professor de piano i fill de l'editor de The New Yorker, William Shawn, i de l'actor Wallace Shawn.

## Obra
- "Girl", conte (1978, en The New Yorker)
- At the Bottom of the River (1983)
- Annie John (1985)[2]
- A Small Place (1988)[2]
- Annie, Gwen, Lilly, Pam, and Tulip (1989)
- Lucy (1990)[2] Publicada en català (Lucy) per Les Hores, amb traducció de Carme Geronès.[1]
- Biography of a Dress (1990)
- "On Seeing England for the First Time," assaig (1991, en Harper's Magazine)
- The Autobiography of My Mother (1995)[5] Publicada en català (Autobiografia de la meva mar) per Les Hores, amb traducció de Carme Geronès.[1]
- My Brother (1997).[2] Publicada en català (El meu germà) per Les Hores.[1]
- My Favorite Plant: Writers and Gardeners on the Plants they Love (editora; 1998)
- My Garden (1999)
- Talk Stories (2000)
- My Garden (2001)
- Mr. Potter (2002)
- Among Flowers: A Walk in the Himalayas (2005)
- Figures in the Distance
- Life and Debt Film